# Szentjakabfa, Veszprém
Szentjakabfa  este un sat în districtul Balatonfüred, județul Veszprém, Ungaria, având o populație de 117 locuitori (2011). 

## Demografie
Componența etnică a satului Szentjakabfa
     Maghiari (66,27%)
     Germani (33,73%)
Componența confesională a satului Szentjakabfa
     Romano-catolici (64,96%)
     Reformați (7,69%)
     Necunoscută (27,35%)
     Alte religii (2,56%)
Conform recensământului din 2011, satul Szentjakabfa avea 117 locuitori. Din punct de vedere etnic, majoritatea locuitorilor (66,27%) erau maghiari, cu o minoritate de germani (33,73%).  Din punct de vedere confesional, majoritatea locuitorilor (64,96%) erau romano-catolici, cu o minoritate de reformați (7,69%). Pentru 27,35% din locuitori nu este cunoscută apartenența confesională.